# Параклис на Тримата влъхви
Параклисът на Тримата влъхви (на италиански: Cappella dei Tre Re) е параклис от XIII век, разположен в град Ивреа, Пиемонт, Северна Италия.

## История
Параклисът е построен около 1220 г.: традицията гласи, че Свети Франциск е предложил изграждането му, за да получи защита от градушка.

## Описание
Параклисът стои на върха на диоритовия хълм на светилището Монте Стела, откъдето до него се стига по къса калдъръмена пътечка.
Параклисът е дестинацията на поклонението, което се провежда в деня на Богоявление и което, с древна папска резолюция, дава на вярващите пълна индулгенция. Древният ритуал на шествието и предлагането на свещи в параклиса в последно време е включен в празненствата на Историческия карнавал в Ивреа, който започва всяка година в деня на Богоявление.
Сградата с изключително трезва романска архитектура се характеризира преди всичко с наличието на полуцилиндрична апсида. Интериорът на параклиса също оголен. От около 1980 г. на олтара на параклиса е поставена Коледна сцена с Яслите Иисусови, съставена от пет дървени статуи (произведение, датируемо от последната четвърт на 15 век, дело на неизвестен скулптор, т. нар. Майстор на Поклонение на влъхвите от Ивреа), поставена в нещо като „свещен театър“ с рисуван фон, за да разшири сцената на влъхвите в перспектива. Сега яслите се съхраняват в Градския музей „Гарда“.

### Фреска от Школата на Спанцоти
Под варосаното покритие на стените на параклиса наскоро се появява ценна фреска от около 1480 г., изобразяваща Поклонение пред Младенеца с фигурите на Свети Рох и Свети Себастиан от двете страни (вероятно почит към едва избегнатата опасност от чумата, избухнала през онези години) – фреска, която с много стилистични елементи напомня на Джовани Мартино Спанцоти.
Реставрацията, завършена през 2004 г., прави възможно възстановяването на скъпоценната фреска в оригиналните ѝ цветове и подчертаването на вниманието, с което са изрисувани лицата на Мария и Йосиф.
Следователно това е произведение, което е почти съвременник на началото на големия цикъл от стенописи, направени от Спанцоти в църквата „Сан Бернардино“ в Ивреа, изпълнени от майстор със значителна художествена стойност, способен да реализира, както показват анализите, проведени по време на реставрацията на цялата работа само за един ден. Всичко това навежда на мисълта, че автор би могъл  да е самият Спанцоти, макар и с намесата на помощници за видимо недобре завършените части.
Най-скорошният критичен анализ на фреската на проф. Джовани Романо кара да се счита за работа на талантлив художник, активен между Канавезе и Вале д'Аоста, който очевидно е вдъхновен от Спанцоти (и по-специално от Поклонението пред Младенеца и Свети епископи от Ривароло Канавезе) и който в известен смисъл изглежда не забравя урока от на Антоан дьо Лони.